# Liga dos Campeões da OFC de 2016
A Liga dos Campeões da OFC de 2016 foi a 15.ª edição da Liga dos Campeões da OFC. Como campeão, o Auckland City representou a Oceania na Copa do Mundo de Clubes da FIFA de 2016.

## Equipes classificadas
Um total de 15 equipes entraram na competição. As quatro associações com a melhor campanha na Liga dos Campeões da OFC de 2014–15 (Fiji, Nova Caledônia, Nova Zelândia e Papua Nova Guiné) ganham duas vagas, e outra três associações (Tahiti, Vanuatu e Ilhas Salomão) ganham uma vaga cada. Estas equipes entraram diretamente na fase de grupos. Participaram da fase preliminar associações consideradas como "associações em desenvolvimento", são elas Samoa Americana, Ilhas Cook, Samoa e Tonga.
| Associação                          | Time                               | Método de qualificação |
| Times que entram na fase de grupos  | Times que entram na fase de grupos | Times que entram na fase de grupos |
| ----------------------------------- | ---------------------------------- | --- |
| Fiji                                | Nadi                               | Campeão – Campeonato Fijiano de Futebol de 2015                                                                                             |
| Fiji                                | Suva                               | Vice-campeão – Campeonato Fijiano de Futebol de 2015                                                                                        |
| Nova Caledônia                      | Magenta                            | Campeão – Campeonato Neocaledônio de Futebol de 2014                                                                                        |
| Nova Caledônia                      | Lössi                              | Vice-campeão – Campeonato Neocaledônio de Futebol de 2014                                                                                   |
| Nova Zelândia                       | Auckland City                      | Campeão – Campeonato Neozelandês de Futebol Grand Final de 2014–15 Campeão – Campeonato Neozelandês de Futebol temporada regular de 2014–15 |
| Nova Zelândia                       | Team Wellington                    | Vice–campeão – Campeonato Neozelandês de Futebol temporada regular de 2014–15                                                               |
| Papua-Nova Guiné                    | Lae City Dwellers                  | Campeão – Campeonato Papuásio de Futebol de 2015                                                                                            |
| Papua-Nova Guiné                    | Hekari United                      | Vice-campeão – Campeonato Papuásio de Futebol de 2015                                                                                       |
| Taiti                               | Tefana                             | Campeão – Campeonato Taitiano de Futebol de 2014–15                                                                                         |
| Vanuatu                             | Amicale                            | Campeão – Campeonato Vanuatuano de Futebol de 2015                                                                                          |
| Ilhas Salomão                       | Solomon Warriors                   | Campeão – Campeonato Salomonense de Futebol de 2015–16                                                                                      |
| Times que entram na fase preliminar |                                    | |
| Samoa Americana                     | Utulei Youth                       | Campeão – Campeonato Nacional de Futebol de Samoa Americana de 2014                                                                         |
| Ilhas Cook                          | Tupapa Maraerenga                  | Campeão – Campeonato Cookense de Futebol de 2014                                                                                            |
| Samoa                               | Kiwi                               | Campeão – Campeonato Samoano de Futebol de 2013–14                                                                                          |
| Tonga                               | Veitongo                           | Campeão – Campeonato Tonganês de Futebol de 2015                                                                                            |

## Calendário
O calendário da competição é o seguinte.
| Fase            | Sede                    | Rodada     | Datas                    |
| --------------- | ----------------------- | ---------- | ------------------------ |
| Fase preliminar | Matavera, Ilhas Cook    | 1.ª Rodada | 26–30 de janeiro de 2016 |
| Fase preliminar | Matavera, Ilhas Cook    | 2.ª Rodada | 26–30 de janeiro de 2016 |
| Fase preliminar | Matavera, Ilhas Cook    | 3.ª Rodada | 26–30 de janeiro de 2016 |
| Fase de grupos  | Auckland, Nova Zelândia | 1.ª Rodada | 8–17 de abril de 2016    |
| Fase de grupos  | Auckland, Nova Zelândia | 2.ª Rodada | 8–17 de abril de 2016    |
| Fase de grupos  | Auckland, Nova Zelândia | 3.ª Rodada | 8–17 de abril de 2016    |
| Fase final      | Auckland, Nova Zelândia | Semifinais | 20 de abril de 2016      |
| Fase final      | Auckland, Nova Zelândia | Final      | 23 de abril de 2016      |

## Fase preliminar
Esta fase foi disputada entre 26 e 30 de janeiro nas Ilhas Cook. O sorteio ocorreu em 16 de novembro de 2015 na sede da OFC em Auckland na Nova Zelândia. O vencedor desta fase avançou a fase de grupos.
| Pos. | Equipe            | Pts | J | V | E | D | GP | GC | SG  |
| ---- | ----------------- | --- | - | - | - | - | -- | -- | --- |
| 1    | Kiwi              | 9   | 3 | 3 | 0 | 0 | 15 | 4  | +11 |
| 2    | Tupapa Maraerenga | 6   | 3 | 2 | 0 | 1 | 17 | 3  | +14 |
| 3    | Utulei Youth      | 3   | 3 | 1 | 0 | 2 | 6  | 17 | –11 |
| 4    | Veitongo          | 0   | 3 | 0 | 0 | 3 | 3  | 17 | –14 |

Todas as partidas seguem o fuso horário local (UTC−10)
| 26 de janeiro | Utulei Youth            | 2 – 6     | Kiwi                                                            | CIFA Academy Field, Matavera     |
| 14:30         | Collins 8' · Tomasi 76' | Relatório | Saofaiga 32' · Mosquera 34' (pen), 40', 90+1' · Packer 75', 77' | Árbitro: NZL Anna-Marie Keighley |

| 26 de janeiro | Veitongo | 0 – 7     | Tupapa Maraerenga                                                               | CIFA Academy Field, Matavera |
| 17:00         |          | Relatório | Colligan 7' (pen), 13' (pen), 42' · Simiona 31', 70' · Samuela 60' · Tiro 90+1' | Árbitro: TAH Averii Jacques  |

| 28 de janeiro | Utulei Youth                        | 3 – 2     | Veitongo                       | CIFA Academy Field, Matavera |
| 14:30         | Kang 13' · Samuelu 34' · Siligi 84' | Relatório | Polovili 39' · Uele 74' (pen.) | Árbitro: VAN Robinson Banga  |

| 28 de janeiro | Tupapa Maraerenga | 1 – 2     | Kiwi                        | CIFA Academy Field, Matavera |
| 17:00         | Simiona 75'       | Relatório | Saofaiga 38' · Mosquera 65' | Árbitro: SOL Nelson Sogo     |

| 30 de janeiro | Tupapa Maraerenga                                                                  | 9 – 1     | Utulei Youth | CIFA Academy Field, Matavera |
| 14:30         | Colligan 16' · Ruka 30' · Best 44', 57', 59' · Karika 74', 88', 90+5' · Harmon 90' | Relatório | Siligi 62'   | Árbitro: TAH Averii Jacques  |

| 30 de janeiro | Kiwi                                                            | 7 – 1     | Veitongo     | CIFA Academy Field, Matavera     |
| 17:00         | Mason 25', 68', 90+4' · Blackburn 31', 64', 90' · Sutcliffe 48' | Relatório | Polovili 23' | Árbitro: NZL Anna-Marie Keighley |

## Fase de grupos
Esta fase foi disputada entre 9 e 17 de abril em Auckland na Nova Zelândia. O sorteio ocorreu em 16 de novembro de 2015. As 12 equipes foram separadas em três grupos de quatro equipes, com cada grupo contendo uma equipe de cada um dos quatro potes. A colocação destas equipes nos potes é baseada nos resultados de cada associação na edição anterior da Liga dos Campeões da OFC. Equipes da mesma associação não podem ser sorteadas no mesmo grupo.
| Pote 1                                   | Pote 2                              | Pote 3                             | Pote 4                                                           |
| ---------------------------------------- | ----------------------------------- | ---------------------------------- | ---------------------------------------------------------------- |
| - Auckland City - Team Wellington - Nadi | - Magenta - Hekari United - Amicale | - Suva - Solomon Warriors - Tefana | - Lössi - Lae City Dwellers - Kiwi (vencedor da fase preliminar) |

### Grupo A
| Pos. | Equipe            | Pts | J | V | E | D | GP | GC | SG |
| ---- | ----------------- | --- | - | - | - | - | -- | -- | -- |
| 1    | Auckland City     | 9   | 3 | 3 | 0 | 0 | 9  | 2  | +7 |
| 2    | Amicale           | 6   | 3 | 2 | 0 | 1 | 7  | 3  | +4 |
| 3    | Solomon Warriors  | 3   | 3 | 1 | 0 | 2 | 5  | 11 | –6 |
| 4    | Lae City Dwellers | 0   | 3 | 0 | 0 | 3 | 5  | 10 | –5 |

| 10 de abril | Auckland City                              | 4 – 0     | Solomon Warriors | North Harbour Stadium, Auckland |
| 13:00       | Kim Dae-wook 54' · Moreira 74', 85', 90+2' | Relatório |                  | Árbitro: FIJ Salesh Chand       |

| 10 de abril | Lae City Dwellers | 0 – 3     | Amicale                         | North Harbour Stadium, Auckland |
| 15:30       |                   | Relatório | Dickinson 28', 37' · Nadaya 81' | Árbitro: TAH Averii Jacques     |

| 13 de abril | Amicale         | 3 – 0[A]  | Solomon Warriors | North Harbour Stadium, Auckland |
| 13:00       | Bertacchi 90+2' | Relatório | Ifunaoa 52'      | Árbitro: FIJ Salesh Chand       |

| 13 de abril | Lae City Dwellers | 1 – 2     | Auckland City                  | North Harbour Stadium, Auckland |
| 15:30       | Gunemba 85'       | Relatório | Kim Dae-wook 65' · Moreira 89' | Árbitro: NCL Médéric Lacour     |

O horário das partidas do dia 17 de abril foram atrasadas devido as fortes chuvas.
| 17 de abril | Solomon Warriors                                    | 5 – 4     | Lae City Dwellers                                           | North Harbour Stadium, Auckland |
| 13:45       | Kaltack 7' · Nelson 43' · Donga 59', 87' · Tigi 77' | Relatório | Gunemba 3' · Fakari 34' · Dabingyaba 66' · Foster 76' (pen) | Árbitro: NCL Médéric Lacour     |

| 17 de abril | Auckland City                            | 3 – 1     | Amicale       | North Harbour Stadium, Auckland |
| 16:20       | White 71' · De Vries 90' · Moreira 90+4' | Relatório | Dickinson 24' | Árbitro: TAH Averii Jacques     |

Notas
- A. ^  O Solomon Warriors foi punido por escalar um jogador irregular (originalmente a partida terminou 1–1).

### Grupo B
| Pos. | Equipe          | Pts | J | V | E | D | GP | GC | SG |
| ---- | --------------- | --- | - | - | - | - | -- | -- | -- |
| 1    | Team Wellington | 9   | 3 | 3 | 0 | 0 | 8  | 1  | +7 |
| 2    | Hekari United   | 6   | 3 | 2 | 0 | 1 | 8  | 5  | +3 |
| 3    | Suva            | 3   | 3 | 1 | 0 | 2 | 3  | 6  | –3 |
| 4    | Lössi           | 0   | 3 | 0 | 0 | 3 | 3  | 10 | –7 |

| 9 de abril | Team Wellington | 2 – 0     | Suva | North Harbour Stadium, Auckland |
| 13:00      | Harris 74', 81' | Relatório |      | Árbitro: VAN Joel Hopkken       |

| 9 de abril | Lössi        | 1 – 5     | Hekari United                                        | North Harbour Stadium, Auckland |
| 15:30      | D. Kauma 30' | Relatório | Nawo 2' · Semmy 9' · Wama 38' · Feni 54' · Simon 72' | Árbitro: SOL Nelson Sogo        |

| 12 de abril | Hekari United                   | 3 – 0     | Suva | North Harbour Stadium, Auckland |
| 13:00       | Feni 16' · Semmy 31' · Nawo 79' | Relatório |      | Árbitro: VAN Robinson Banga     |

| 12 de abril | Lössi    | 1 – 2     | Team Wellington          | North Harbour Stadium, Auckland |
| 15:30       | Ouka 42' | Relatório | Jackson 48' · Barcia 64' | Árbitro: TAH Averii Jacques     |

| 16 de abril | Suva                                         | 3 – 1     | Lössi    | North Harbour Stadium, Auckland |
| 13:00       | Wahnyamalla 9' · Hughes 19' · Matarerega 47' | Relatório | Ouka 68' | Árbitro: SOL Nelson Sogo        |

| 16 de abril | Team Wellington                                 | 4 – 0     | Hekari United | North Harbour Stadium, Auckland |
| 15:30       | Robertson 21', 37' · Jackson 55' · Corrales 63' | Relatório |               | Árbitro: FIJ Salesh Chand       |

### Grupo C
| Pos. | Equipe  | Pts | J | V | E | D | GP | GC | SG  |
| ---- | ------- | --- | - | - | - | - | -- | -- | --- |
| 1    | Magenta | 9   | 3 | 3 | 0 | 0 | 9  | 2  | +7  |
| 2    | Tefana  | 6   | 3 | 2 | 0 | 1 | 15 | 5  | +10 |
| 3    | Nadi    | 3   | 3 | 1 | 0 | 2 | 5  | 12 | –7  |
| 4    | Kiwi    | 0   | 3 | 0 | 0 | 3 | 3  | 13 | –10 |

| 8 de abril | Nadi      | 1 – 6     | Tefana                                                             | North Harbour Stadium, Auckland  |
| 13:00      | Roche 63' | Relatório | Tinorua 21' · Atani 30' · Keck 48', 57' · Tevaerai 66' · Lucas 78' | Árbitro: NZL Campbell-Kirk Waugh |

| 8 de abril | Kiwi | 0 – 2     | Magenta                   | North Harbour Stadium, Auckland |
| 15:30      |      | Relatório | Aucher 24' · Nicholls 70' | Árbitro: PNG Amos Anio          |

| 11 de abril | Magenta                                          | 4 – 2     | Tefana                    | North Harbour Stadium, Auckland  |
| 13:00       | J. Wajoka 5' · Bearune 26', 28' (pen), 86' (pen) | Relatório | Tevaerai 18' · Tiatia 47' | Árbitro: NZL Campbell-Kirk Waugh |

| 11 de abril | Kiwi                           | 3 – 4     | Nadi                       | North Harbour Stadium, Auckland |
| 15:30       | Saofaiga 2', 21' · Scanlan 10' | Relatório | Khem 8', 87', 90+6', 90+8' | Árbitro: SOL George Time        |

| 15 de abril | Tefana                                                                               | 7 – 0     | Kiwi | North Harbour Stadium, Auckland |
| 13:00       | A. Tehau 31', 45' · Tiatia 42' · Tinorua 52' · Atani 60' · Chong Hue 64' · Lucas 68' | Relatório |      | Árbitro: PNG Anio Amos          |

| 15 de abril | Nadi                                       | 0 – 3     | Magenta | North Harbour Stadium, Auckland |
| 15:30       | Jelewed 21' · Nicholls 39' · Dokunengo 58' | Relatório |         | Árbitro: VAN Joel Hopkken       |

### Melhor segundo lugar classificado
| Pos. | Equipe        | Pts | J | V | E | D | GP | GC | SG  | Grupo |
| ---- | ------------- | --- | - | - | - | - | -- | -- | --- | ----- |
| 1    | Tefana        | 6   | 3 | 2 | 0 | 1 | 15 | 5  | +10 | C     |
| 2    | Amicale       | 6   | 3 | 2 | 0 | 1 | 7  | 3  | +4  | A     |
| 3    | Hekari United | 6   | 3 | 2 | 0 | 1 | 8  | 5  | +3  | B     |

## Fase final

### Chaveamento
|  | Semifinais      | Semifinais      |   |  | Final         | Final |  |
|  |                 |                 |   |  |               |       |  |
|  | 20 de abril     |                 |   |  |               |       |  |
|  | Auckland City   | 4               |   |  |               |       |  |
|  | Tefana          | 2               |   |  |               |       |  |
|  |                 |                 |   |  |               |       |  |
|  |                 |                 |   |  | 23 de abril   |       |  |
|  |                 |                 |   |  | Auckland City | 3     |  |
|  |                 | Team Wellington | 0 |  |               |       |  |
|  |                 |                 |   |  |               |       |  |
|  |                 |                 |   |  |               |       |  |
|  |                 |                 |   |  |               |       |  |
|  | 20 de abril     |                 |   |  |               |       |  |
|  | Team Wellington | 2               |   |  |               |       |  |
|  | Magenta         | 0               |   |  |               |       |  |

### Semifinal
| 20 de abril | Auckland City                      | 4 – 2     | Tefana                      | North Harbour Stadium, Auckland |
| 12:00       | Lea'alafa 6', 22' · Lewis 24', 44' | Relatório | Keck 9' · Tinorua 85' (pen) | Árbitro: FIJ Salesh Chand       |

| 20 de abril | Team Wellington        | 2 – 0     | Magenta | North Harbour Stadium, Auckland |
| 15:30       | Jackson 74' (pen), 76' | Relatório |         | Árbitro: TAH Kader Zitouni      |

### Final
| 23 de abril | Auckland City                 | 3 – 0     | Team Wellington | North Harbour Stadium, Auckland |
| 14:00       | Lea'alafa 1', 84' · Lewis 67' | Relatório |                 | Árbitro: TAH Averii Jacques     |

## Premiação
| Liga dos Campeões da OFC de 2016   |
| Nova Zelândia                      |
| ---------------------------------- |
| Auckland City Campeão (8.º título) |